# Griselda Delgado del Carpio
María Griselda Delgado del Carpio (nascida em 1955) é uma clériga anglicana boliviana e bispa na Igreja Episcopal dos Estados Unidos. Serviu como bispa de Cuba de 2010 a 2023 e atualmente como bispa assistente na Diocese Episcopal da Flórida Central. Ela foi a primeira mulher a servir como bispo diocesano em Cuba e na América Latina.

## Vida
Nascida em La Paz, filha de um advogado respeitado e uma dona de casa, Delgado frequentou o colégio metodista Instituto Americano antes de estudar na Universidade Maior de San Andrés, graduando-se em 1981 em Sociologia. Em 1982, mudou-se para Cuba para ingressar no Seminário Evangélico de Teologia em Matanzas. Também precisou se mudar pois seu trabalho como ativista a colocou em conflito com o regime militar boliviano.
Ela é casada com Gerardo Logildes Coroas e tem três filhos adultos. Gerardo é empreiteiro de construção civil e foi ordenado padre episcopal.

## Carreira

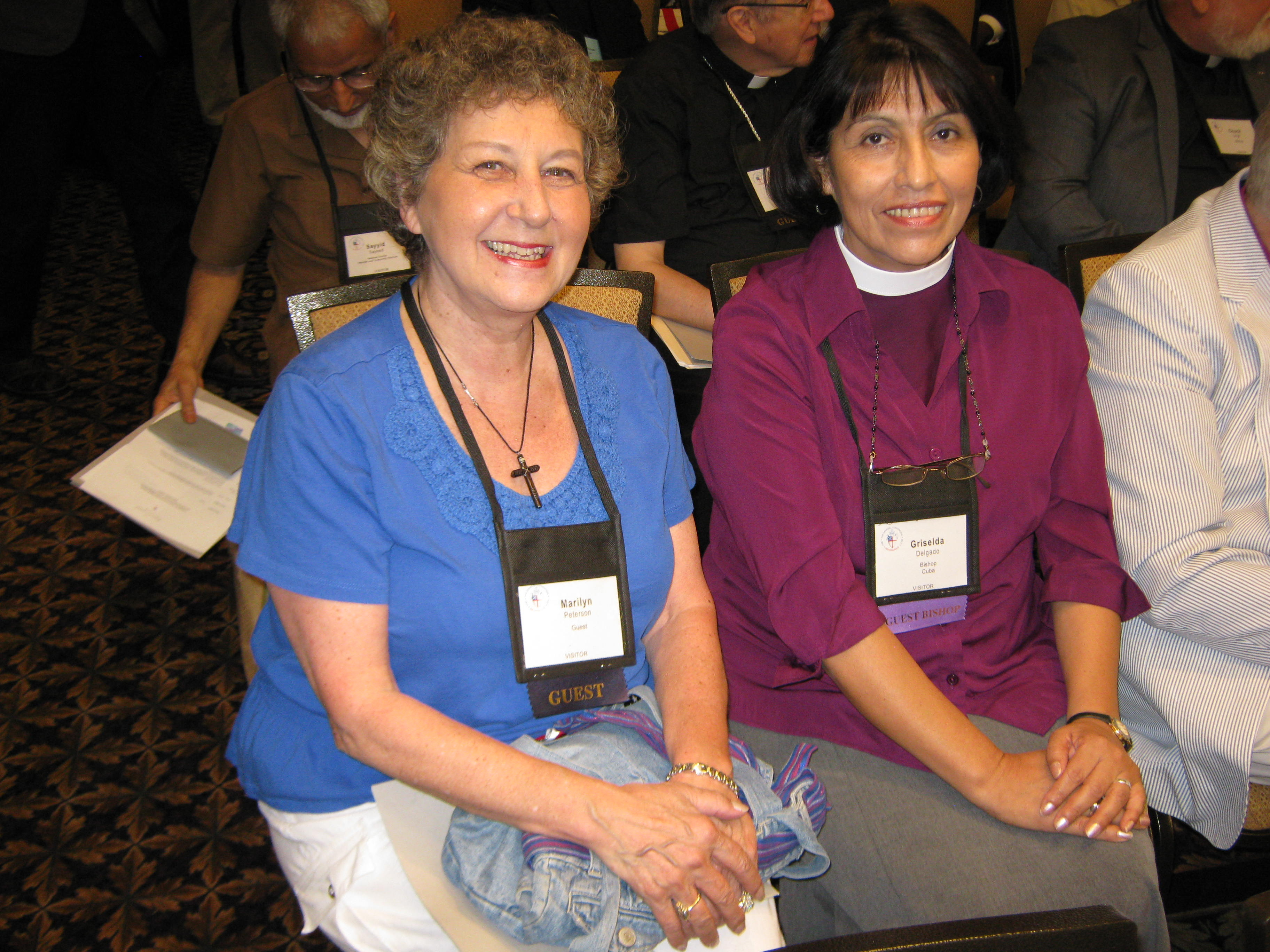
Bispa Griselda, à direita, com a Visitadora Episcopal Marilyn Peterson, 2012

Em Cuba, Delgado foi ordenada diácono em 1986 e começou a servir na igreja de Santa María Virgen em Itabo. Em 1991, o bispo Emilio Hernandez ordenou Griselda e outras três mulheres como as primeiras presbíteras da Igreja Episcopal de Cuba. Ela continuou a servir como reitora em Itabo até se tornar bispa. Ao longo de seu serviço em Santa María Virgen, ela foi pioneira em um programa de segurança alimentar.
Em setembro de 2009, a Igreja cubana, pela segunda vez, não conseguiu eleger um bispo coadjutor. Após 13 votações inconclusivas, a escolha de um coadjutor coube ao Conselho Metropolitano de Cuba (formado por bispos dos Estados Unidos, Canadá e Índias Ocidentais), que governa a Igreja cubana em questões de fé e ordem desde sua separação da Igreja Episcopal em 1967. Assim, o arcebispo da Igreja Anglicana no Canadá, Fred J. Hiltz, anunciou em 22 de janeiro de 2010 que o Conselho Metropolitano de Cuba, que ele presidia, nomeara a Rev. Griselda como bispa coadjutora da Igreja Episcopal de Cuba, para trabalhar com Miguel Tamayo, da Igreja Anglicana do Uruguai, bispo interino de Cuba.
Em 7 de fevereiro de 2010, Delgado foi consagrada como bispa coadjutora de Cuba e, com a aposentadoria de Tamayo, empossada mais tarde naquele ano, em 28 de novembro, como bispa diocesana da Igreja Episcopal de Cuba, na Catedral da Santíssima Trindade, em Havana.
Ela supervisionou a reunificação da Igreja cubana, que era uma igreja extraprovincial, com a Igreja Episcopal da América em março de 2020 e se aposentou como bispa em 23 de março de 2023.

Ela se mudou para Fort Myers, Flórida. Delgado foi nomeada pelo bispo Justin S. Holcomb para servir como bispo auxiliar para os ministérios latinos na Diocese Episcopal da Flórida Central em abril 2025. Um pouco antes, havia começado a servir como bispa auxiliar residente ao lado do Reverendo Douglas Scharf na Diocese do Sudoeste da Flórida, também para unificar e expandir os esforços do ministério hispânico.